# Euryzygomatomys spinosus
Euryzygomatomys spinosus é uma espécie de roedor da família Echimyidae. É a única espécie do gênero Euryzygomatomys.
Pode ser encontrado no nordeste da Argentina, Paraguai e sul e leste do Brasil (Rio de Janeiro e Rio Grande do Sul).